# Alexei Borissowitsch Wenkow
Alexei Borissowitsch Wenkow (russisch Алексей Борисович Венков, englische Transkription Alexei Venkov; * 1946) ist ein russischer Mathematiker, der in Aarhus lehrt.
Wenkow studierte an der Staatlichen Universität Leningrad von 1964 bis 1969 und wurde dort bei Ludwig Faddejew 1973 promoviert. Danach war er am Steklow-Institut in Sankt Petersburg, an dem er sich 1980 habilitierte (russischer Doktortitel) mit der Arbeit Spektraltheorie automorpher Funktionen. 1990 ließ er sich dort beurlauben und war Gastwissenschaftler am IHES, der Universität Göttingen, in Paris (Universität Paris VI, Ecole Normale Superieure, Institut Henri Poincaré), am MSRI, der Stanford University, mehrfach am Max-Planck-Institut für Mathematik in Bonn, an der Universität Lille und der Universität Aarhus. Seit 2001 ist er Lektor an der Universität Aarhus.
Er befasst sich mit der Spektraltheorie automorpher Formen und deren Anwendung in Zahlentheorie und mathematischer Physik. Ihm gelangen Teilresultate zur Roelcke-Selberg-Vermutung.
1983 war er Invited Speaker auf dem Internationalen Mathematikerkongress in Warschau (The spectral theory of automorphic functions for Fuchsian groups of the first kind and its applications to some classical problems of the monodromy theory). 2006 erhielt er den Humboldt-Forschungspreis.

## Schriften
- Spectral theory of automorphic functions and its applications, Kluwer 1990
- Spectral theory of automorphic functions, American Mathematical Society 1983
- Spectral theory of automorphic functions, the Selberg zeta-function, and some problems of analytic number theory and mathematical physics, Russian Mathematical Surveys, Band 34, 1979, S. 79–153
- mit N. V. Proskurin: Automorphic forms and Kummer´s problem, Russian Mathematical Surveys, Band 37, 1982, S. 165–190
- Approximation of Maass forms by analytic modular forms, Saint Petersburg Mathematical Journal, Band 6, 1995, S. 1167–1177
- The Zagier formula with the Eisenstein-Maass series at odd integer points, and the generalized Selberg zeta function, Saint Petersburg Mathematical Journal, Band 6, 1995, S. 519–527.
- mit Erik Balslev Spectral theory of Laplacians for Hecke groups with primitive character, Acta Mathematica, Band 186, 2001, S. 155–217, Correction Band 192, 2004, S. 1–3
- mit E. Balslev Selberg's eigenvalue conjecture and the Siegel zeros for Hecke L-series, in: Analysis on Homogeneous Spaces and Representation Theory of Lie Groups, Okayama-Kyoto 1997, Advanced Studies in Pure Mathematics 26, Mathematical Society of Japan 2000, S. 19–32
- mit A. M. Nikitin: The Selberg trace formula, Ramanujan graphs and some problems in mathematical physics,  Saint Petersburg Mathematical Journal, Band 5, 1994, S. 419–484.
- On a multidimensional variant of the Roelcke-Selberg conjecture, Saint Petersburg Mathematical Journal, Band 4, 1993, S. 527–538
- Selberg´s trace formula for an automorphic Schroedinger Operator, Functional Analysis and Applications, Band 25, 1991, S. 102–111
- mit V. L. Kalinin, Ludwig Faddejew A nonarithmetic derivation of the Selberg trace formula, Journal of Soviet Mathematics, Band 8, 1977, S. 171–199